# ديفيس فيشر
ديفيس فيشر (بالإنجليزية: Davis Fisher)‏ هو متسابق دراجات نارية أمريكي، ولد في 21 نوفمبر 1997 في Warren, Oregon ‏ في الولايات المتحدة.

## روابط خارجية
- ديفيس فيشر على موقع ألعاب إكس (مؤرشف) (الإنجليزية)